# محمد عدنان أيوب
محمد عدنان أيوب (ولد في 26 سبتمبر 1975 في المنامة، البحرين) لاعب كرة قدم بحريني سابق وحاليا مدرب كرة قدم. يتولى حاليا منصب مدرب نادي الحد الذي ينافس في الدوري البحريني الممتاز منذ 2023.